# 코멧 (영화)
《코멧》(영어: Comet)은 2014년 공개된 미국의 로맨틱 코미디 영화이다.

## 출연

### 주연
- 저스틴 롱
- 에미 로섬
- 에릭 윈터

### 조연
- 루 베티 주니어
- 벤 페이스
- 케일라 서비

## 기타
- 공동제작: 파르나즈 파히드 Farnaz Fahid
- 조감독: 데이비드 그로스 David Gross
- 사운드슈퍼바이저: 스티븐 이바
- 미술: 애니 스피츠
- 세트: 트래이시 디시먼
- 특수효과: 브렌든 오델 Brendon O'Dell
- 시각효과: 마크 돈펠드 Mark Dornfeld
- 분장: 존 E. 잭슨
- 헤어: 로렌 크리스 Lauren Kress
- 의상: 모나 메이